# Кочуново (Нижегородская область)
Кочуново — село в Бутурлинском районе Нижегородской области, административный центр Кочуновского сельсовета.

## География
Деревня находится на юге центральной части области, в зоне хвойно-широколиственных лесов, у автодороги 22К-0056.

## Климат
Климат характеризуется как умеренно континентальный, с относительно тёплым летом и холодной, продолжительной и малоснежной зимой. Среднегодовая температура — 3,2 °C. Средняя температура воздуха самого тёплого месяца (июля) — 18,8 °C (абсолютный максимум — 36 °C); самого холодного (января) — −12,4 °C (абсолютный минимум — −44 °C). Среднегодовое количество атмосферных осадков составляет 500—550 мм. Устойчивый снежный покров устанавливается, как правило, в третьей декаде ноября и держится в среднем 154 дня.

## Топоним
По данным книги Н. Морохина «Наши реки, города и села» название села произошло от финно-угорского имени Кочей/Кочун/Кечун, в корне которого «кече» — «солнце». По документам, основано в 1640 г. на «Кулчуновой пустоши», где до того жила мордва.

## Население
| 1999 | 2002 | 2010 |
| ---- | ---- | ---- |
| 925  | ↘803 | ↘665 |

## Инфраструктура
Администрация поселения.
Церковь Покрова Пресвятой Богородицы

## Транспорт
Доступен автотранспортом.
Остановка общественного транспорта «Инкинская».